# Atarot (Bibel)
Atarot (hebräisch/moabitisch עטר(ו)ת) ist ein biblisch und außerbiblisch belegter antiker Ortsname, der sich auf mindestens zwei Ortslagen bezieht:
- Eine Stadt östlich des Jordans (Num 32,3 LUT und 32,34 LUT), die auch in der Mescha-Stele genannt ist. Sie wird meist mit der Chirbet Ataruz identifiziert.
- Eine Stadt westlich des Jordans im ephraimitischen Bergland (Jos 16,2 LUT und 16,7 LUT). Dieses Atarot ist wahrscheinlich mit dem in Jos 16,5 LUT und 18,13 LUT Atrot-Addar genannten Ort identisch.